# Novi Ligure

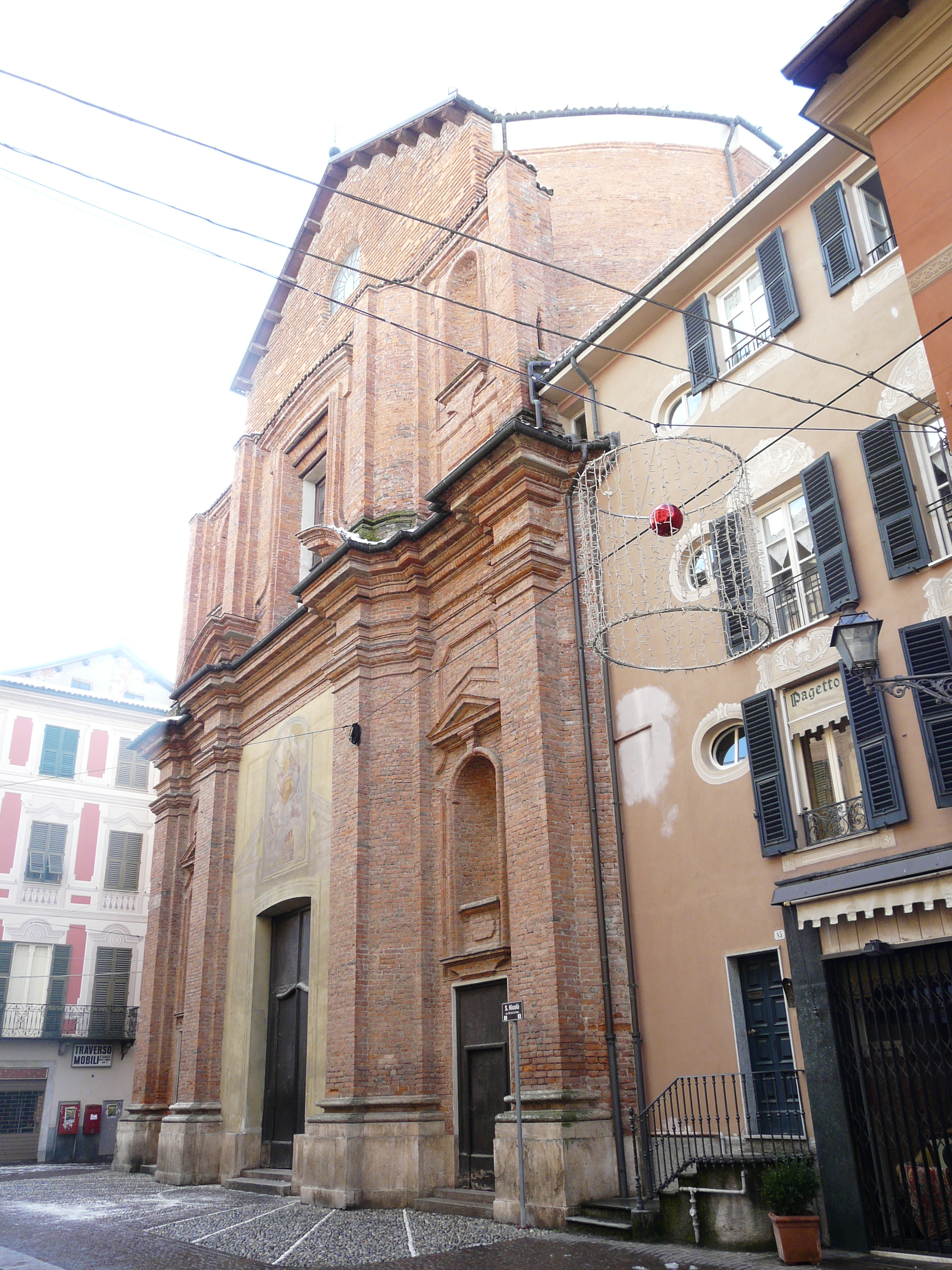
Giáo đường San Nicolò.

Novi Ligure là một đô thị thuộc tỉnh Alessandria.
Đô thị này có diện tích 54,2 km2, dân số thời điểm ngày 31 tháng 12 năm 2008 là 28.581 người.
Thị xã sản xuất thực phẩm, sắt thép và hàng dệt.